# 西部山岳州 (パプアニューギニア)
西部山岳州 (せいぶさんがくしゅう、Western Highlands Province)は、パプアニューギニアの中部、ニューギニア島の東部に位置する山岳地方の州のひとつである。 州都はマウントハーゲン。 州の面積は8,500 km²。人口は36万2580人（2011年国勢調査）であり、国内で最も人口密度の高い州の一つである。

## 地理
パプアニューギニア最高峰で標高4,509mのウィルヘルム山は、同州とシンブ州及びマダン州の州境にある。

## 産業
en:Ok Tedi Mine。茶やコーヒーが生産されている。

## 住民
en:Sing-sing (New Guinea)

### 言語
パプア諸語トランスニューギニア語族のメルパ語などが話される。